# 다닐루 (1999년)
다닐루 페레이라 다 시우바(포르투갈어: Danilo Pereira da Silva, 1999년 4월 7일 ~ )는 브라질의 축구 선수이다. 그의 포지션은 스트라이커로, 현재 스코티시 프리미어십의 레인저스에서 활약하고 있다.

## 클럽 경력

### 아약스
상파울루에서 태어난 다닐루는 포르투게자, 코린치앙스, 폰치 프레타, 그리고 바스쿠 다 가마를 거쳐 2016년에 산투스 유소년 클럽으로 이적하였다. 2017년 9월 7일, 그는 네덜란드의 AFC 아약스와 5년 계약을 맺으며 이적했다. 그는 리저브 팀인 용 아약스와 아약스 U-19에 배정되었다.
2018년 3월 25일, 다닐루는 1-0로 패한 용 AZ와의 경기에서 용 아약스 데뷔전을 치렀다. 2018년 9월 10일, 알크마르에서 열린 용 AZ와의 경기에서 용 아약스에서의 첫 골을 기록했다.
2022년 1월 20일, 그는 홈에서 열린 9-0으로 이긴 엑셀시오르 마슬라위스와의 KNVB컵 16강전에서 아약스 소속으로 4골을 넣었다.

#### 트벤터 (임대)
2020년 8월 14일, 다닐루는 같은 에레디비시의 트벤터로 한 시즌간 임대되었다.

### 페예노르트
2022년 5월 19일, 페예노르트는 다닐루가 구단과 4년 계약을 맺을 것이라고 발표했다. 그는 2022년 8월 7일, 피테서와의 원정 경기에서 데뷔전을 치렀고, 팀의 두 번째 골과 네 번째 골을 넣어 5-2 승리에 일조했다.

## 수상 내역
용 아약스
- 에이르스터 디비시: 2017–18

아약스
- 에레디비시: 2021–22

개인
- 에레디비시 이달의 재능: 2020년 10월[12]